# وينغروف (فلم)
وينغروف  (بالإنجليزية: Wingrave (film)) هو فيلم رعب تم إنتاجه في مصر وصدر في سنة 2007.

## الميزانية والإيرادات
بلغت تكلفة إنتاج الفيلم حوالي 7,500 دولار.

## روابط خارجية
- مقالات تستعمل روابط فنية بلا صلة مع ويكي بيانات